# Mount Hamilton (Macquarieinsel)
Mount Hamilton ist der höchste Berg der rund 1100 Kilometer südwestlich von Neuseeland liegenden Macquarieinsel im südlichen Pazifischen Ozean.
Politisch gehört die Insel zum australischen Bundesstaat Tasmanien. Der Berg liegt im Süden der von Nord nach Süd leicht ansteigenden, überwiegend basaltischen Insel und erreicht eine Höhe von 433 Meter über dem Meer. Er erhob sich erst vor 600.000 Jahren aus dem Meer und stellt die höchste Erhebung des Macquarie-Rückens dar, der im Südpazifik die Australische Platte von der Pazifischen Platte trennt.